# Rajhenav
Rajhenav este o localitate din comuna Kočevje, Slovenia, cu o populație de 0 locuitori.